# Бирчна вас
Бирчна вас (словен. Birčna vas) је насељено место у општини Ново Место, регија Југоисточна Словенија, Словенија.

## Историја
До територијалне реорганизације у Словенији била је у саставу старе општине Ново Место.

## Становништво
У попису становништва из 2011. године, Бирчна вас је имала 379 становника.
| Број становника према пописима | Број становника према пописима | Број становника према пописима |
| ------------------------------ | ------------------------------ | ------------------------------ |
| 1991                           | 2002                           | 2011                           |
| 326                            | 365                            | 379                            |

Напомена: Године 1953. повећано за насеље Падеж-Нова вас, које је укинуто. Године 1992. умањено за део насеља који је припојен насељу Уршна села. Године 2005. увећан за део насеља Горење Лаковнице. Године 2010. извршена је мања размена територија између насеља Бирчна вас и Уршна села.